# Серпер, Евгений Александрович
Евгений Александрович Серпер (род. 31 июля 1980 года в Сызрани, Куйбышевской области, РСФСР) — российский предприниматель, бенефициарный владелец дорожного предприятия ООО «Автодоринжиниринг», депутат Государственной Думы VII созыва, член Комитета по транспорту и строительству, член фракции «Единая Россия» (2016—2021).

## Образование
Окончил Самарский государственный технический университет, получил квалификацию экономист-менеджер по специальности «Экономика и управление на предприятии машиностроения», а также Самарский государственный экономический университет, получена квалификация юрист по специальности «юриспруденция».
В 2006 году защитил диссертацию в ГОУ ВПО «Санкт-Петербургский государственный университет аэрокосмического приборостроения» (ГУАП), присвоена ученая степень кандидата экономических наук.
В 2011 году защитил диссертацию в ГОУ ВПО «Самарский государственный экономический университет», присвоена ученая степень доктора экономических наук. В 2022 году приказом Минобрнауки России лишён учёной степени доктора экономических наук.
В 2018 году депутатом в Государственной Думе проголосовал за повышение пенсионного возраста.

## Трудовая деятельность
После окончания университета, работал на автотранспортном предприятии своего отца Александра Михайловича Серпера.
2000—2006 год менеджер по взаиморасчетам, директор по общим вопросам, генеральный директор автотранспортного предприятии ОАО «Сызраньгрузавто».
2006—2009 год директор филиала ООО "Торговый дом «ЮКОС-М» (г. Ульяновск).
2009—2016 год заместитель Председателя Правления ЗАО АКБ «Земский банк».
2010—2016 год председатель Совета директоров ОАО «Сызранский мясокомбинат».
2007—2016 год депутат Самарской губернской думы IV и V созыва, заместитель председателя комитета по сельскому хозяйству и продовольствию.
В 2006 возглавлял сызранское отделение Справедливой России под руководством Виктора Тархова, от которой впервые был избран депутатом областной думы. В 2011 году переизбран депутатом в областную думу от Единой России.
В 2016 году избран депутатом Государственной Думы седьмого созыва по одномандатному избирательному округу № 161, член Комитета по транспорту и строительству.
Интересы шахматы, является президентом региональной общественной организации «Федерация шахмат Самарской области», президентом «Самарского общественного регионального фонда поддержки и развития шахматного спорта», членом наблюдательного Совета Российской шахматной Федерации.
Является бенефициаром дорожно-строительных компаний ПСК «Волга», ООО «Строймонтажкомплект», ООО «Центроторг», ООО «Автодоринжиниринг», которое в Тольятти в 2017 году получило муниципальный контракт 843 млн руб. в 2018 году контракт составил 690,7 млн рублей. В Сызрани муниципальный контракт в 2017 году составил 132,904 млн рублей, в Самаре в 2016 году контракт составил 84,8 млн рублей. В Ульяновске контракт в 2017 году составил 577,56 млн.рублей.
Первый муниципальный контракт в 2008 году принес компании ПСК «Волга» почти 11 млн рублей. Второй контракт в 2009 году с тем же заказчиком — уже 203 млн рублей. В 2011-м заключенных договоров с государственными и муниципальными структурами было 26 на общую сумму 338 млн рублей. Федеральная антимонопольная служба выявила нарушение антимонопольного законодательства в отношении указанных фирм подконтрольных Евгению Серперу.
За последних два года (2016, 2017 год) структура депутата Государственной Думы РФ Евгения Серпера ООО "Проектно-строительная компания «Волга» смогла привлечь государственных подрядов на сумму 11 млрд 326 млн рублей. ООО «Автодоринжиниринг» за этот же период времени получила 122 государственных контракта на общую сумму 15,5 млрд рублей. В 2017 году ПСК «Волга» получила контракт на реконструкцию Струковского парка.
В 2018 году проектно-строительная компания ООО ПСК «Волга» Евгения Серпера представила концепцию благоустройства набережной Автозаводского района Тольятти, стоимостью до 7 миллиардов рублей. По словам Губернатора Самарской области Д. И. Азарова реконструкция набережной запланирована на 2019—2020 года. В 2020 году ПСК Волга завершила строительство "Сквера в честь 50-летия выпуска первого автомобиля ВАЗ на ул. Революционной в Тольятти за 390,5 млн рублей, качество которого у общественности и прокуратуры вызвали вопросы.

## Законотворческая деятельность
С 2016 по 2019 год, в течение исполнения полномочий депутата Государственной Думы VII созыва, выступил соавтором 19 законодательных инициатив и поправок к проектам федеральных законов.

## Семья
- Отец: Серпер Александр Михайлович — президент автотранспортного предприятия ОАО «Сызраньгрузавто», почётный гражданин города Сызрань,
- Мать: София Леопольдовна — врач-терапевт первой категории на пенсии, является учредителем ряда коммерческих компаний[2],
- Старший брат Сергей Серпер работает генеральным директором у отца в ОАО «Сызраньгрузавто», депутат думы города Сызрань VI созыва[23][24].